# 24949 Klačka
(24949) Klačka, denumire internațională (24949) Klacka, este un asteroid din centura principală de asteroizi.

## Descriere
24949 Klačka este un asteroid din centura principală de asteroizi. A fost descoperit pe 4 august 1997 la Modra de Adrián Galád și Alexander Pravda. Asteroidul prezintă o orbită caracterizată de o semiaxă mare de 2,97 ua, o excentricitate de 0,10 și o înclinație de 2,9° în raport cu ecliptica.